# Janira exstans
Janira exstans is een pissebed uit de familie Janiridae. De wetenschappelijke naam van de soort is voor het eerst geldig gepubliceerd in  door Barnard.